# Julien Cousineau
Pour les articles homonymes, voir Cousineau.
Julien Cousineau, né le 17 janvier 1981, à  Saint-Jérôme, est un skieur alpin canadien, spécialiste du slalom et du slalom géant.

## Biographie
Après une quatrième place aux Championnats du monde junior 2001 en super G, il fait ses débuts en Coupe du monde en 2002 à Sölden. Il marque ses premiers points lors de la saison 2002-2003, à la fois en slalom et slalom géant et prend part à ses premiers championnats du monde.
Il obtient ensuite ses plus grands succès dans la Coupe nord-américaine, remportant l'édition 2008. Il n'obtient pas de résultats majeurs en Coupe du monde, étant donné d'une blessure au genou qui met du temps à guérir. Il manque les Jeux olympiques d'hiver de 2006 pour cette raison.
En 2010, il obtient quatre places dans le top dix, dont deux cinquièmes rangs en slalom à Schladming et Val d'Isère.
Il continue dans cette dynamique en étant cinquième aux Championnats du monde 2011, ce qui est son meilleur résultat en grand championnat. Cependant, il se blesse de nouveau au genou la saison suivante et est indisponible pour la saison 2012-2013.
Lors de son unique apparition olympique en 2010, il se classe huitième du slalom.
Il annonce mettre un terme à sa carrière sportive en 2015.

## Palmarès

### Jeux olympiques
| Épreuve / Édition | Vancouver 2010 |
| Slalom            | 8e             |

### Championnats du monde
| Épreuve / Édition | St-Moritz 2003 | Val d'Isère 2009 | Garmisch-Partenkirchen 2011 |
| Slalom géant      | Abandon        | -                | -                           |
| Slalom            | Abandon        | Abandon          | 5e                          |

### Coupe du monde
- Meilleur classement général : 51e en 2010.
- Meilleur résultat : 5e.

#### Différents classements en Coupe du monde
| Année/Classement | Général | Général | Descente | Descente | Slalom géant | Slalom géant | Slalom | Slalom | Super G | Super G | Combiné | Combiné |
| Année/Classement | Class.  | Points  | Class.   | Points   | Class.       | Points       | Class. | Points | Class.  | Points  | Class.  | Points  |
| ---------------- | ------- | ------- | -------- | -------- | ------------ | ------------ | ------ | ------ | ------- | ------- | ------- | ------- |
| 2003             | 90e     | 48      | -        | -        | 43e          | 22           | 40e    | 26     | -       | -       | -       | -       |
| 2004             | 87e     | 47      | -        | -        | -            | -            | 36e    | 47     | -       | -       | -       | -       |
| 2006             | 130e    | 9       | -        | -        | 48e          | 9            | -      | -      | -       | -       | -       | -       |
| 2009             | 88e     | 50      | -        | -        | -            | -            | 33e    | 37     | -       | -       | 34e     | 13      |
| 2010             | 51e     | 161     | -        | -        | -            | -            | 14e    | 161    | -       | -       | -       | -       |
| 2011             | 63e     | 123     | -        | -        | -            | -            | 22e    | 123    | -       | -       | -       | -       |
| 2012             | 107e    | 30      | -        | -        | -            | -            | 37e    | 30     | -       | -       | -       | -       |
| 2014             | 118e    | 13      | -        | -        | -            | -            | 118e   | 13     | -       | -       | -       | -       |
| 2015             | 124e    | 15      | -        | -        | -            | -            | 43e    | 15     | -       | -       | -       | -       |

### Coupe nord-américaine
- Vainqueur du classement général en 2008.
- Vainqueur du classement de slalom géant en 2004 et 2008.
- 7 victoires.

### Championnats du Canada
- Champion du slalom en 2011.